# Lycée Lamartine
Pour les articles homonymes, voir Lycée Lamartine (homonymie).
Le lycée Lamartine est un établissement scolaire public du 9e arrondissement de Paris. Il comprend un collège, un lycée ainsi qu'une classe préparatoire. Il porte le nom du poète, écrivain, historien, et homme politique français Alphonse de Lamartine.
Le bâtiment visible sur la rue est bâti en 1740 par l'architecte du roi Jacques Hardouin-Mansart de Sagonne. Il s'agit du plus ancien de la rue du Faubourg-Poissonnière.

## Situation et accès
Le lycée Lamartine est situé au 121, rue du Faubourg-Poissonnière, dans le 9e arrondissement. Cette rue faisant la limite avec le 10e arrondissement, le trottoir d’en face (où se situe le lycée privé Rocroy) est situé dans le 10e arrondissement.
À proximité se trouvent la gare du Nord, l’église Saint-Vincent-de-Paul et le square Montholon.
Le lycée Lamartine est desservi par la ligne 7 du métro, station Poissonnière, et par la ligne 39 du bus, arrêt Poissonnière dans la direction Issy-Frères Voisins. Il est aussi accessible par les lignes de métro comme de bus passant par la gare du Nord, ainsi que les lignes de bus empruntant la rue La Fayette, notamment 26, 32, 42 et 43.

## Historique

### L'hôtel particulier d'origine
Le lycée est fondé en 1893 à l’emplacement de l'hôtel particulier bâti vers 1697 par Pierre Beauchamps, maître de ballet du roi Louis XIV et directeur de l'Académie royale de danse. Il est rebâti et augmenté en 1740 par Jacques Hardouin-Mansart de Sagonne, dernier des Mansart, petit-fils de Jules Hardouin-Mansart, pour le marquis Louis Phélypeaux  de Saint-Florentin (1715-1777), ministre du roi Louis XV. Les bâtiments sur rue et en retour sur la cour, les terrasses et l’escalier de l’ancien jardin vers la cour du lycée datent de cette époque. 
Le marquis de Saint-Florentin fait construire un nouvel hôtel particulier, connu sous le nom d'hôtel de La Vrillière, situé au 2 de l'actuelle rue Saint-Florentin, qui jouxte la place de la Concorde. Il sera achevé en 1769. C'est à cette date qu'il revend sa résidence du Faubourg-Poissonnière à Charles-Nicolas Duclos du Fresnoy (1733-1794), le notaire royal au Châtelet. Ce dernier est réputé comme collectionneur d'art et il est mécène du peintre Jean-Baptiste Greuze. Sa demeure abrite une nombreuse bibliothèque et une galerie de tableaux de l'École française de grande qualité[réf. nécessaire].

### Fondation du lycée

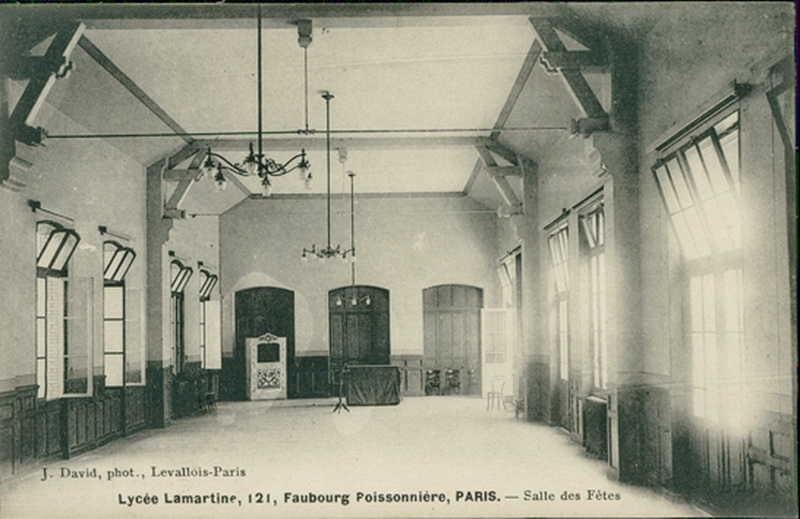
Carte postale de la salle des fêtes, avant 1910. Photo de Jules David.

Racheté en 1891 par le ministère de l'Instruction publique, le bâtiment devient un lycée de jeunes filles. Il s'agit au départ du petit lycée du lycée Racine, dont il prend l'indépendance deux ans plus tard, en 1893. Alors que le plupart des nouveaux lycées de garçons de l'époque sont construits ex nihilo, donnant naissance à des établissements au style monumental, les lycées de jeunes filles, comme le lycée Lamartine, réinvestissent en effet souvent d'anciens bâtiments. De nombreux travaux sont réalisés à cet effet, mais certaines parties anciennes sont conservées, tels l'ancien salon sur jardin (actuel secrétariat) et une chambre sur la rue (ancien bureau du proviseur), dont les boiseries sont classées monuments historiques par arrêté du 4 décembre 1923. Les salles de classe se trouvent pour leur part derrière la façade principale, dans un bâtiment construit à la place du jardin de l'ancienne propriété.

### XXesiècle
En 1914, des filles sont présentées et reçues au baccalauréat, dans une filière scientifique. L’une d’elles, Jeanne Lévy, première femme agrégée de médecine à Paris (1934), deviendra la première femme professeure à la faculté de médecine de Paris en 1959.
De juin à août 1940, le lycée est transformé en centre de réfugiés lors de l'Exode. Il retrouve sa fonction première dès octobre. Sous l'Occupation, des dizaines d'élèves issues de la minorité juive sont déportées.
Dans les années 1960, l’abandon de l’examen d'entrée en 6e et le baby boom font fortement augmenter le nombre d’élèves. Le lycée annexe la filature de coton des nos 117-119 de la rue. Cette partie de l'établissement, surtout dévolue aux collégiens, est encore aujourd’hui surnommée « la cour coton ». Les troubles de mai 1968 n’épargnent pas Lamartine, et les élèves réussissent à faire réécrire le règlement intérieur, jugé trop strict et obsolète.
À cette période d'agitation suit une période de transition qui fera de Lamartine ce qu’il est aujourd’hui, avec la création des classes artistiques. L'établissement est désormais mixte.

## Enseignement
Le lycée Lamartine est à dominante littéraire, avec des spécialités artistiques. Il propose aussi des enseignements scientifiques (mathématiques physique chimie et sciences de la vie et de la terre) et des enseignements de sciences économiques et sociales. Le collège accueille une classe à horaires aménagés : les élèves suivent des cours au collège le matin, et des cours au conservatoire (CRR) de Paris l'après-midi. L'enseignement se poursuit jusqu'au baccalauréat.
L'établissement propose des options théâtre, arts plastiques et musique pour lesquelles il est réputé. Sa filière littéraire obtient chaque année autour de 90 % de réussite au baccalauréat.
On peut aussi noter la grande diversité des langues proposées. Anglais, allemand en LV1 ; anglais, allemand, espagnol, hébreu en LV2 ; espagnol en LV3 ; hébreu et danois en langues vivantes hors programmes. La présence de l'enseignement de l'hébreu s'explique par la proximité d'un quartier où résident de nombreuses personnes de confession juive (rue Cadet/rue Richer) dont les enfants fréquentent l'établissement.
La classe préparatoire forme aux concours d'entrée de l'École normale supérieure (Lyon et Ulm). Elle n'assure cependant que la première année (hypokhâgne). Dans le cadre d'un « plan d’ajustement » des classes préparatoires parisiennes en vue de la rentrée 2024, celle du lycée Lamartine, réputée pour son option théâtre, est menacée de disparaître.

## Personnalités liées au lycée

### Élèves
- Stéphane Audran, actrice
- Josiane Balasko, actrice, réalisatrice et scénariste[5]
- Dina Dreyfus, philosophe, ethnologue, résistante et haute fonctionnaire
- Marie-Jeanne Durry, universitaire et poétesse
- Audrey Fleurot, actrice
- Jeanne Galzy, femme de lettres
- Raphaël Glucksmann, homme politique
- Jeanne Lévy, médecin
- Jérôme Salomon, médecin et haut fonctionnaire
- Jacky Terrasson, pianiste de jazz
- Antoine Wilson, bassiste et cofondateur du groupe Feu! Chatterton

### Professeurs
- Janine Méary, latiniste

### Proviseurs
- Patrick Rouil
- Jean-Luc Guéret  (? - 2018)
- Emmanuel Jäger (depuis 2018)

## Classement du lycée
En 2021, le lycée se classe 79e sur 144 au niveau départemental et 1260 e sur 2277 au niveau national. Le classement s'établit sur trois critères : le taux de réussite au bac, la proportion d'élèves de première qui obtient le baccalauréat en ayant fait les deux dernières années de leur scolarité dans l'établissement, et la « valeur ajoutée » (calculée à partir de l'origine sociale des élèves, de leur âge et de leurs résultats au diplôme national du brevet).